# Julio Acosta
Julio Acosta (ur. 22 lipca 1987) – chilijski sztangista, olimpijczyk, reprezentant letnich igrzysk olimpijskich 2016 w kategorii  do 62 kg.